# 変形二十・十二・十二面体
変形二十・十二・十二面体（Snub icosidodecadodecahedron）とは、一様多面体の一種である。
- 構成面: 正三角形80枚、正五角形12枚、正5/2角形12枚
- 辺: 180
- 頂点: 60
- 頂点形状: 3,3,3,5/3,3,5
- ワイソフ記号: | 5/3 3 5
- 枠: 面が正確な正多角形ではない変形十二面体
- 双対: 中六角六十面体（英語版）